# Megalopsallus brittoni
Megalopsallus brittoni är en insektsart som beskrevs av Knight 1927. Megalopsallus brittoni ingår i släktet Megalopsallus och familjen ängsskinnbaggar. Inga underarter finns listade i Catalogue of Life.